# Uncle Mun and the Minister
Uncle Mun and the Minister è un cortometraggio muto del 1912 diretto da C. Jay Williams.

## Produzione
Il film fu prodotto dalla Edison Company.

### Cast
Vi appaiono due delle sorelle Flugrath. La maggiore è la ventenne Edna Flugrath nel ruolo della protagonista femminile; la più piccola è la dodicenne Leonie che sarebbe in seguito diventata una popolare attrice con lo pseudonimo di Shirley Mason.

## Distribuzione
Distribuito dalla General Film Company, il film - un cortometraggio in una bobina - uscì nelle sale cinematografiche statunitensi il 9 ottobre 1912.